# Политическая система Пекина
Политическая система Пекина, как и вся политическая система КНР, является сочетанием партийной и государственной власти.
Мэр Пекина является высшим должностным лицом Народного правительства Пекина. Так как Пекин является городом центрального подчинения, то мэр Пекина имеет в КНР такое же значение, как и губернатор провинции, однако внутри города он имеет власти меньше, чем секретарь городского комитета КПК.
Пост Секретаря пекинского городского комитета КПК всегда был очень престижным. Де-факто является правилом, что секретарь пекинского горкома КПК входит в Политбюро ЦК КПК. Из-за того, что Пекин является столицей страны, секретарь пекинского горкома КПК вовлечён в процессы принятия решений по крупным общенациональным вопросам. Так, Се Фучжи, который был секретарём пекинского горкома с 1967 по 1972 годы, имел огромное влияние в годы Культурной революции. Влияние Чэнь Ситуна (секретарь в 1992—1995) представляло такую угрозу для представителей Шанхайской клики, что он был смещён силой и обвинён в коррупции. Во время празднования 50-летия образования КНР праздником руководил Цзя Цинлинь (секретарь в 1997—2002). Лю Ци (секретарь пекинского горкома КПК с 2002 года) был главой Пекинского оргкомитета Олимпиады-2008, и произносил речи как на церемонии открытия, так и на церемонии закрытия.

## Список мэров Пекина
- 1948—1949 Е Цзяньин (годы жизни 1898—1986), маршал КНР
- 1949—1951 Не Жунчжэнь (годы жизни 1899—1992), маршал КНР
- 1951—1966 Пэн Чжэнь
- 1966—1967 У Дэ (временно исполняющий обязанности)
- 1967—1972 Се Фучжи
- 1972—1978 У Дэ
- 1978—1981 Линь Хуцзя
- 1981—1983 Цзяо Жоюй
- 1983—1993 Чэнь Ситун (арестован по обвинению в коррупции)
- 1993—1996 Ли Циянь
- 1996—1999 Цзя Цинлинь (с 1996 — и. о., с 1997 — действующий)
- 1999—2003 Лю Ци
- январь-март 2003 Мэн Сюэнун (уволен из-за эпидемии атипичной пневмонии - за попытку скрыть её истинные масштабы[1])
- 2003—2007 Ван Цишань
- 2007–2012 Го Цзиньлун
- 2012—2017 Ван Аньшунь
- с 2017 года Чэнь Цзинин

## Список секретарей пекинского горкома КПК
- 1948—1966 Пэн Чжэнь
- 1966—1967 Ли Сюэфэн
- 1967—1972 Се Фучжи (председатель Пекинского ревкома)
- 1972—1978 У Дэ
- 1978—1981 Линь Хуцзя
- 1981—1984 Дуань Цзюньи
- 1984—1992 Ли Симин
- 1992—1995 Чэнь Ситун
- 1995—1997 Вэй Цзяньсин
- 1997—2002 Цзя Цинлинь
- 2002-2012 Лю Ци
- 2012-2017 Го Цзиньлун
- с 2017 г. Цай Ци

## Список председателей Пекинского собрания народных представителей
- 1979—1983 Цзя Тинсань
- 1983—1993 Чжао Пэнфэй
- 1993—2001 Чжан Цзяньмин
- 2001—2007 Юй Цзюньбо
- 2007-2017 Ду Дэинь
- 2017-н.вр. Ци Линь

## Список председателей Пекинского народного политического консультативного совета
- 1955—1967 Лю Жэнь
- 1977—1979 Дин Гоюй
- 1979—1983 Чжао Пэнфэй
- 1983—1985 Лю Даошэн
- 1985—1985 Фань Цзинь
- 1986—1993 Бай Цзефу
- 1993—1998 Ван Дамин
- 1998—2003 Чэнь Гуанвэнь
- 2003—2006 Чэнь Шиэ
- 2006-н.вр. Ян Аньцзян